# Seo Taiji and Boys
I Seo Taiji and Boys (서태지와 아이들?, Seo Taeji-wa a-ideulLR) sono stati un gruppo musicale sudcoreano formatosi a Seul nel 1992 e scioltosi nel 1996. Composto da Seo Taiji, Yang Hyun-suk e Lee Juno, il trio sperimentò diversi generi di musica popolare occidentale, riscuotendo un considerevole successo e venendo accreditato per aver cambiato l'industria musicale sudcoreana, facendo da pioniere all'uso del rap nel K-pop e cantando di critica sociale nonostante le pressioni delle commissioni etiche e di censura. Nel corso della loro carriera, i Seo Taiji and Boys hanno pubblicato quattro album in studio, che hanno venduto tra 1,3 e 2,1 milioni di copie, figurando tra i dischi più venduti in Corea del Sud fino al 2011 stilata dal Korean Music Statistical Yearbook.

## Storia

### 1991-1992: formazione e primo album
Dopo lo scioglimento della band metal Sinawe, nella quale militava, nel 1990, Seo Taiji inizia a imparare il protocollo MIDI e a usare i campionatori per riprodurre la musica americana che sta diventando popolare in Corea, influenzata da generi black come hip hop e new jack swing. Contrariamente agli altri artisti che si stanno avventurando in tale direzione, Seo non sa ballare e fissa un incontro con Yang Hyun-suk per imparare: colpito dalla sua musica, Yang gli propone di lavorare insieme. Selezionando i suoi compagni prevalentemente per le loro capacità di danzatori e la creazione dell'immagine del gruppo, Seo coinvolge Lee Juno, ai tempi uno dei migliori ballerini sudcoreani, formando ufficialmente i Seo Taiji and Boys nel 1991.
Il trio debutta il 23 marzo 1992 con la canzone Nan Arayo (난 알아요?; "Io so"), portandola ad un talent show della MBC l'11 aprile e ricevendo il punteggio più basso dalla giuria (7,8 su 10), che valuta l'esibizione "immatura" e "inferiore", con una "melodia debole" e testi poco innovativi su una storia d'amore infelice. Tuttavia, i beat ispirati al new jack swing, gli allegri versi rap e i ritornelli pop combinati ad una coreografia, elemento ancora inedito nella musica coreana, riscuotono il favore del pubblico. Nan Arayo diventa una hit di successo: vende copie più in fretta di qualunque altra registrazione uscita nei dieci anni precedenti e si posiziona in vetta alle classifiche per 17 settimane. Grazie all'enfasi sulla presentazione visiva e sull'innovazione musicale, e ai testi scritti in modo da riuscire a passare la censura, entrano in classifica anche You, In The Fantasy (환상 속의 그대?, Hwansang sog-ui geudaeLR), As the Night Goes On (이밤이 깊어가지만?, Ibam-i gip-eogajimanLR) e Now (이제는?, IjeneunLR). In un mese il gruppo vende oltre un milione e mezzo di copie del suo album di debutto, e il 16 agosto tiene il suo primo concerto all'Olympic Gymnastics Arena per seimila-diecimila spettatori. A fine anno si aggiudica un premio Bonsang ai Golden Disc Award e due riconoscimenti ai Seoul Music Award, tra cui un Daesang.

### 1993-1995: sperimentazioni musicali e controversie
Il secondo album del gruppo, uscito nel 1993, adotta un approccio musicale differente ed è più critico nei confronti della società. Aderisce prevalentemente al genere dance, ma Susia (수시아?, 誰是我?) è una delle prime canzoni techno del Paese e Hayeoga (하여가?, 何如歌?; "Comunque") combina heavy metal e musica tradizionale coreana attraverso una struttura melodica e l'utilizzo del taepyeongso, uno strumento a fiato a doppia canna. L'album è un successo commerciale, vendendo oltre 2 200 000 copie, e Hayeoga porta al gruppo il secondo Golden Disc Award. Durante le promozioni, i Seo Taiji and Boys vengono banditi dalla televisione nazionale KBS per l'utilizzo di orecchini, jeans strappati e dreadlocks, che la commissione etica aveva associato al reggae, alla resistenza e al rifiuto delle norme sociali.
Il terzo album in studio viene registrato a Los Angeles insieme a dei musicisti americani e pubblicato nell'agosto 1994, mettendo in contrasto l'heavy metal con il sound del pianoforte e della chitarra acustica. La musica dance viene abbandonata, eccetto che in Dreaming of Balhae (발해를 꿈꾸며?, Balhaereul kkumkkumyeoLR), un pezzo rock alternativo sulla speranza che le due Coree si riunifichino, il quale si aggiudica un terzo Golden Disc Award, ma viene anche accusato di nascondere messaggi satanici a causa di un verso che, ascoltato al contrario, sembra dire "amo il Diavolo". Classroom Ideology (교실 이데아?, Gyosil ide-aLR) è invece un'aspra critica al sistema scolastico coreano e alle pressioni a cui i giovani sono sottoposti affinché abbiano buoni risultati accademici. Bandita da radio e televisioni per i suoi contenuti sovversivi, Classroom Ideology diventa inoltre oggetto di controversia quando tra gli studenti si diffonde la diceria secondo la quale al suo interno si sentirebbe la voce del Diavolo, accusa che Seo respinge come opera dei gruppi religiosi a lui avversi.
Sotto pressione a causa dell'attenzione pubblica e di una mancanza d'ispirazione, Seo informa i compagni di voler sciogliere il gruppo una volta pubblicato il quarto album. Datato 1995, il disco è privo di progressi musicali, ma vede per la prima volta Yang e Lee suonare degli strumenti: la chitarra e la batteria. Incorre anche in ulteriori contese: 1996, When They Ruled the Earth (1996, 그들이 지구를 지배했을 때?, 1996, geudeur-i jigureul jibaehaess-eul ttaeLR) riceve la terza accusa di satanismo, mentre Sidae Yugam (시대유감?, 時代遺憾?; "Vergogna dei tempi") viene respinta dal comitato etico per le esibizioni pubbliche a causa del testo che critica il governo. Seo la include comunque nel disco esclusivamente come traccia strumentale, rifiutando di riscrivere o rimuovere i tre versi dei quali il comitato aveva chiesto la modifica, e che recitavano: "Andata è l'epoca della gente onesta. [...] Desidero un nuovo mondo che rovesci tutto. [...] Spero di riuscire a vendicare il risentimento che ho nel cuore". Nella seconda edizione dell'album, il testo viene inserito, ma le parti controverse sono censurate con dei "bip". Un'altra traccia, Come Back Home, è sospettata di plagio per il beat e l'arrangiamento simili a quelli di Insane in the Brain dei Cypress Hill; il gruppo statunitense è tuttavia citato nei crediti di produzione, pertanto l'accusa viene respinta come tentativo di sabotaggio da parte dei detrattori di Seo.

### 1996: scioglimento e seguito
Dopo essere rimasto coinvolto in una lunga serie di dicerie e pettegolezzi che lo tiene lontano dalla scena per alcuni mesi, il trio annuncia lo scioglimento il 31 gennaio 1996 durante una conferenza stampa improvvisa, citando come ragione le pressioni ricevute e un eccessivo affaticamento. Seo si ritira dal mondo dello spettacolo e si trasferisce negli Stati Uniti, mentre gli altri componenti fondano ciascuno un'etichetta discografica, con la YG Entertainment di Yang che diventa una delle più grandi del Paese. A febbraio esce la raccolta commemorativa Goodbye Best Album, mentre a giugno, dopo l'abolizione, in parte dovuta all'intervento dei loro fan, del sistema di pre-censura, Sidae Yugam esce in formato singolo con anche la parte vocale. Seo Taiji torna sulla scena due anni dopo come solista, avviando una carriera di successo e venendo considerato il "Presidente della cultura" dai sudcoreani.
Nel 2014, rispondendo alla domanda su una possibile reunion del trio, Seo ha raccontato che ne avevano parlato, ma che temeva di deludere il pubblico poiché non sarebbe riuscito a ballare come in passato a causa dell'età più avanzata.

## Stile musicale e lascito
Seo, che per il trio svolgeva i ruoli di compositore e paroliere, era un assiduo ascoltatore di artisti anglofoni, tra cui Clash, Sonic Youth, Red Hot Chili Peppers e Rage Against the Machine. Nella musica del gruppo fuse rap, soul, rock and roll, techno, punk, hardcore e ppongjjak (uno stile influenzato dalla musica enka), inventando una nuova forma musicale che utilizzava il rap nelle strofe e il pop nei ritornelli. Nan Arayo fu una delle prime canzoni rap registrate nel Paese, uscita in un periodo in cui le classifiche erano dominate dal sunshine pop e da solisti che cantavano ballad, e diffuse il rap nel K-pop, portando all'ibridazione delle ballate con il rock e la techno e modernizzando la scena musicale sudcoreana, che dopo il successo del gruppo si rivolse ad un pubblico più giovane e abbandonò la scala pentatonica che aveva adottato sotto l'influenza giapponese. Seguendo l'esempio dei Seo Taiji and Boys, diventò prassi comune in Corea utilizzare un'ampia gamma di generi all'interno dello stesso album, e il trio è accreditato come creatore di "uno stile pop ibrido ma distintamente coreano". Fu inoltre il primo artista a rendere il ballo una caratteristica predominante delle proprie esibizioni includendo mosse di break dance, e questo stile, diventato noto come "rap dance", è considerato il fondamento della musica degli idol.
Il gruppo si produceva e promuoveva da solo, godendo così di un'autonomia commerciale che permise a Seo di sperimentare liberamente con la propria musica, importando subculture come quella dell'heavy metal e sfidando le norme sociali. Nonostante anche il cantante Kim Min-ki avesse criticato la società coreana nei suoi pezzi, concentrandosi sulla violenza politica sotto il governo di Park Chung-hee, i testi di Seo, che rappresentavano i sentimenti e i pensieri degli adolescenti e attiravano l'attenzione sui mali sociali, erano più diretti e non assecondarono le politiche di pre-censura della sua epoca, il che è considerato uno dei fattori che hanno contribuito al successo del trio.
Grazie alle capacità di Yang e Lee nella danza, la band non dovette fare affidamento sui ballerini forniti dalle reti televisive per le proprie esibizioni (portava, al contrario, una crew propria, i No People Break Dance Team, Jazz Dance Team and Black Sheep) e poté così scegliere liberamente quando apparire negli show: ciò ridusse progressivamente il potere delle emittenti di dettare quali artisti trasmettere e aumentò, di contro, l'influenza delle case discografiche e delle agenzie di talenti, che in seguito lanciarono gruppi come HOT, Sechs Kies, Uptown e Shinhwa. Il trio rivitalizzò il mercato musicale interno, vendendo 6 milioni di dischi durante il suo periodo di attività e guadagnando oltre 10 miliardi di won; inoltre, grazie alla proliferazione di gruppi di imitatori, le vendite degli album locali quadruplicarono rispetto a quelle dei dischi stranieri. Il loro secondo album fu il primo disco a vendere oltre 2 milioni di copie in Corea del Sud.
L'impatto dei Seo Taiji and Boys non rimase circoscritto alla musica, ma si estese al modo di vestire, con molti artisti che adottarono lo stesso abbigliamento fatto di capi di vestiario hip hop, e ai canoni estetici coreani, sostituendo all'ideale contadino dell'uomo robusto con il volto rotondo un look androgino caratterizzato da visi più allungati e corpi alti e magri. Il fatto che Seo avesse ottenuto il successo e l'indipendenza economica nonostante non avesse terminato gli studi superiori influenzò le idee che i genitori coreani avevano nei confronti della notorietà, la quale iniziò ad essere considerata un'alternativa allo studio e una nuova opportunità di carriera.
Nel 1994 Seo Taiji è stato scelto dal quotidiano Joong-Ang Ilbo come una delle cinquanta persone che hanno cambiato la società coreana dal 1945, e il trio è stato votato come prodotto culturale coreano più cruciale in un sondaggio condotto dal Samsung Economic Research Institute nel 1997. Nel 2007, tutti e quattro gli album dei Seo Taiji and Boys sono stati inclusi nella lista dei cento migliori album pop stilata dal quotidiano Kyunghyang Shinmun.

## Formazione
- Seo Taiji – leader, voce, rap (1992-1996)
- Lee Juno – voce, rap (1992-1996)
- Yang Hyun-suk – voce, rap (1992-1996)

## Discografia

### Album in studio
- 1992 – Seo Taiji and Boys
- 1993 – Seo Taiji and Boys II
- 1994 – Seo Taiji and Boys III
- 1995 – Seo Taiji and Boys IV

### Album live e remix
- 1992 – Taiji Boys Live & Techno Mix
- 1994 – Seo Taiji and Boys '93 Last Festival
- 1995 – '95 Taijiboys Concert: Farewell to the Sky

### Raccolte
- 1996 – Goodbye Best Album

### Singoli
- 1996 – Sidae Yugam

## Riconoscimenti
- Golden Disc Award[21]
  - 1992 – Bonsang per Nan Arayo
  - 1993 – Bonsang per Hayeoga
  - 1994 – Bonsang per Dreaming of Balhae
  - 1995 – Premio popolarità per Come Back Home

- KBS Music Award[49]
  - 1992 – Cantante dell'anno (Bonsang)
  - 1993 – Cantante dell'anno (Bonsang)
- MBC ga-yo daejejeon[49]
  - 1992 – Canzone più popolare per Nan Arayo
  - 1992 – Miglior esordiente
  - 1995 – Canzone più popolare per Come Back Home

- MTV Video Music Award[50]
  - 1996 – Asia Viewer's Choice Award per Come Back Home

- Seoul Music Award[22]
  - 1992 – Daesang per Nan Arayo
  - 1992 – Miglior nuovo artista
  - 1993 – Daesang per Hayeoga
  - 1993 – Bonsang
  - 1993 – Premio compositori
  - 1995 – Bonsang